# Bradinopyga strachani
Bradinopyga strachani é uma espécie de libelinha da família Libellulidae.
Pode ser encontrada nos seguintes países: Camarões, República Democrática do Congo, Costa do Marfim, Guiné Equatorial, Gâmbia, Gana, Guiné, Quénia, Libéria, Nigéria, Serra Leoa, Sudão, Togo, Uganda, possivelmente Etiópia e possivelmente em Tanzânia.
Os seus habitats naturais são: florestas subtropicais ou tropicais húmidas de baixa altitude, savanas áridas, savanas húmidas, matagal árido tropical ou subtropical, matagal húmido tropical ou subtropical e sistemas cársticos interiores.